# Cantón de Laval-Noroeste
El cantón de Laval-Noroeste era una división administrativa francesa, que estaba situada en el departamento de Mayenne y la región de Países del Loira.

## Composición
El cantón estaba formado por una fracción de la comuna que le daba su nombre:
- Laval (fracción)

## Supresión del cantón de Laval-Noroeste
En aplicación del Decreto nº 2014-209 de 21 de febrero de 2014, el cantón de Laval-Noroeste fue suprimido el 22 de marzo de 2015 y la fracción de comuna que le daba su nombre pasó a formar parte del nuevo cantón de Laval-2.